# Arthur Vignoli Carreira
Arthur Vignoli Carreira (sinh ngày 4 tháng 8 năm 2000) là một cầu thủ bóng đá người Brasil.

## Sự nghiệp câu lạc bộ
Arthur Vignoli Carreira hiện đang chơi cho SC Sagamihara.